# Charles Goodell
Charles Goodell, né le 16 mars 1926 à Jamestown (New York) et mort le 21 janvier 1987 à Washington, D.C., est un homme politique américain membre du Parti républicain, notamment sénateur de l'État de New York au Congrès des États-Unis entre 1968 et 1971. Auparavant, il fut membre de la Chambre des représentants des États-Unis, de 1959 à 1968, pour le 43e (1959-1963) puis 38e district (1963-1968) de l'État. En 1968, il est nommé sénateur par le gouverneur de New York Nelson A. Rockefeller, pour remplacer jusqu'à la fin de son mandat le défunt Robert F. Kennedy, assassiné.